# Walton (Merseyside)
Walton – dzielnica w Liverpoolu, w Anglii, w hrabstwie Merseyside, w dystrykcie Liverpool. W 1921 roku civil parish liczyła 83,290 mieszkańców. Walton jest wspomniana w Domesday Book (1086) jako Waletone.